# Vickers Wellington
Il Vickers Wellington era un bombardiere medio bimotore inglese, realizzato sul finire degli anni trenta; largamente impiegato nel corso della seconda guerra mondiale, fu costruito in oltre 11 000 esemplari, caratterizzato dall'inusuale struttura geodetica, sviluppata dal celebre ingegnere ed inventore britannico Barnes Wallis, che garantiva al velivolo un'eccezionale robustezza, già sperimentata con il precedente Vickers Wellesley.
Caratterizzato dalla sigla interna Type 271, il velivolo fu inizialmente chiamato Crecy (dal luogo in cui si svolse una battaglia della guerra dei cent'anni). Il nome definitivo fu in onore del primo duca di Wellington, che sconfisse Napoleone Bonaparte nella battaglia di Waterloo.
Il velivolo fu soprannominato Wimpy dal nome di un personaggio dei cartoni animati: J. Wellington Wimpy (semplificato in Wimpy) era il nome originale di Poldo Sbaffini.

## Storia

### Sviluppo
Il progetto del Wellington nacque sulla base della specifica dell'Air Ministry n° B.9/32 che chiedeva un bombardiere pesante (stanti gli standard dell'epoca). La specifica, sulla base della quale ebbe origine anche l'Handley Page HP.52 Hampden, prevedeva un velivolo con motori Rolls-Royce Goshawk o Bristol Mercury, per sostituire il Boulton Paul Sidestrand per i bombardamenti della Royal Air Force. Successive modifiche consentirono di impiegare, fin dal primo prototipo, i motori Bristol Pegasus.
Il primo volo ebbe luogo il 15 giugno del 1936 e meno di due mesi dopo la Vickers ricevette un primo ordine per 180 esemplari.
Pur funestato da un incidente durante i collaudi (nell'aprile del 1937), lo sviluppo del Wellington procedette spedito ed il 23 dicembre del 1937 volò il primo degli esemplari di serie. Furono necessarie modifiche sostanziali al progetto iniziale che riguardarono la revisione completa dei piani verticali (ampliati considerevolmente), l'adozione di torrette per le mitragliatrici e un ruotino di coda retrattile.
Al termine delle prove, mentre erano già stati ordinati altri esemplari della prima serie (tanto da far realizzare un nuovo stabilimento produttivo a Chester in aggiunta a quello originario di Weybridge), nell'ottobre del 1938 divenne operativo il primo reparto del Bomber Command, il 9th Squadron, di base a Scampton (nel Lincolnshire).
Lo sviluppo del Wellington procedette con la versione Mark II, il cui prototipo venne portato in volo il 3 marzo del 1939: invariata nella struttura, era equipaggiata con motori Rolls-Royce Merlin in quanto si temeva che le richieste dei Pegasus potessero eccedere la disponibilità. Tuttavia, con la guerra ormai alle porte, anche i Merlin (che equipaggiavano i Battle, gli Hurricane, gli Spitfire ed i Fulmar) ebbero gli stessi problemi, influenzando di conseguenza anche le consegne dei Wellington: i Mk II equipaggiarono il primo reparto (il 12th Squadron, a Binbrook) solo nell'ottobre del 1940.
Nelle versioni successive del 1941, si diversificarono i propulsori: la versione Mk III ebbe motori radiali Bristol Hercules XI, e la Mk IV montò gli statunitensi Pratt & Whitney Twin Wasp.
Nuove richieste dell'Air Ministry (specifica B.23/39) prevedevano la realizzazione di un bombardiere in grado di operare a quote tanto elevate da evitare la contraerea e i caccia avversari. Nacque così la versione Mk V, priva di armamento, muso completamente nuovo e cabina pressurizzata. Nelle prime prove il velivolo non riuscì a raggiungere le quote operative richieste (in un secondo tempo fu anche estesa l'apertura alare, con risultati scarsi) e la versione non ebbe seguito.
Scarsa fortuna ebbe anche la successiva Mk VI: dotati di motori Merlin questi Wellington erano in grado di operare alle quote previste ma nel frattempo anche la caccia tedesca si era dotata di mezzi altrettanto capaci. I Mk VI quindi furono impiegati per lo svolgimento dei primi test con il radar OBOE, sul finire del 1941.
Dopo l'abbandono dello sviluppo della serie Mk VII (destinata nelle intenzioni ad alloggiare motori Merlin), la versione successiva del Wellington fu progettata per l'impiego nel Coastal Command: la variante Mk VIII era infatti destinata alla ricognizione marittima. Strutturalmente analoga alla versione Mk IC, con la quale condivideva anche i motori Pegasus e dalle cui linee di montaggio provenne circa la metà degli esemplari costruiti, la Mk VIII era equipaggiata con un radar ASV Mk II (con le sue caratteristiche antenne montate sul dorso della fusoliera), sviluppato per la ricerca dei sommergibili che navigavano in emersione. Il primo Wellington Mk VIII venne consegnato ai reparti nell'aprile del 1942.
Nel frattempo procedevano gli sviluppi sulle versioni da bombardamento e nel 1943 divenne operativa la versione Mk X, la versione prodotta nel maggior numero di esemplari e l'ultima espressamente destinata al Bomber Command; dotati di motori Bristol Hercules, i velivoli di questa serie furono forniti a 20 Squadron di prima linea e ad altri 25 reparti impegnati nella conversione operativa degli equipaggi.
Da questo momento tutte le nuove versioni del Wellington (soppiantato da macchine di concezione più moderna nei reparti da bombardamento) andarono alla ricognizione marittima ed alla lotta antisommergibile. Nacquero così le versioni Mk XI (con motori radiali Hercules e radar ASV Mk III), Mk XII (dotato di radar ASV Mk III installato a prua e di faro da ricerca Leigh light), Mk XIII (nuovamente dotato di radar ASV Mk II e con motori Hercules più potenti) e Mk XIV (con radar ASV Mk III e gli stessi motori del Mk XII).
Questi velivoli furono gli ultimi a venire prodotti in serie; da questo momento lo sviluppo di nuove versioni servì soprattutto a definire cellule destinate a testare nuovi motori, tra cui i primi turbogetti realizzati da Frank Whittle e (era il 1948) i turboelica Rolls-Royce Dart.

### Descrizione tecnica

#### Struttura

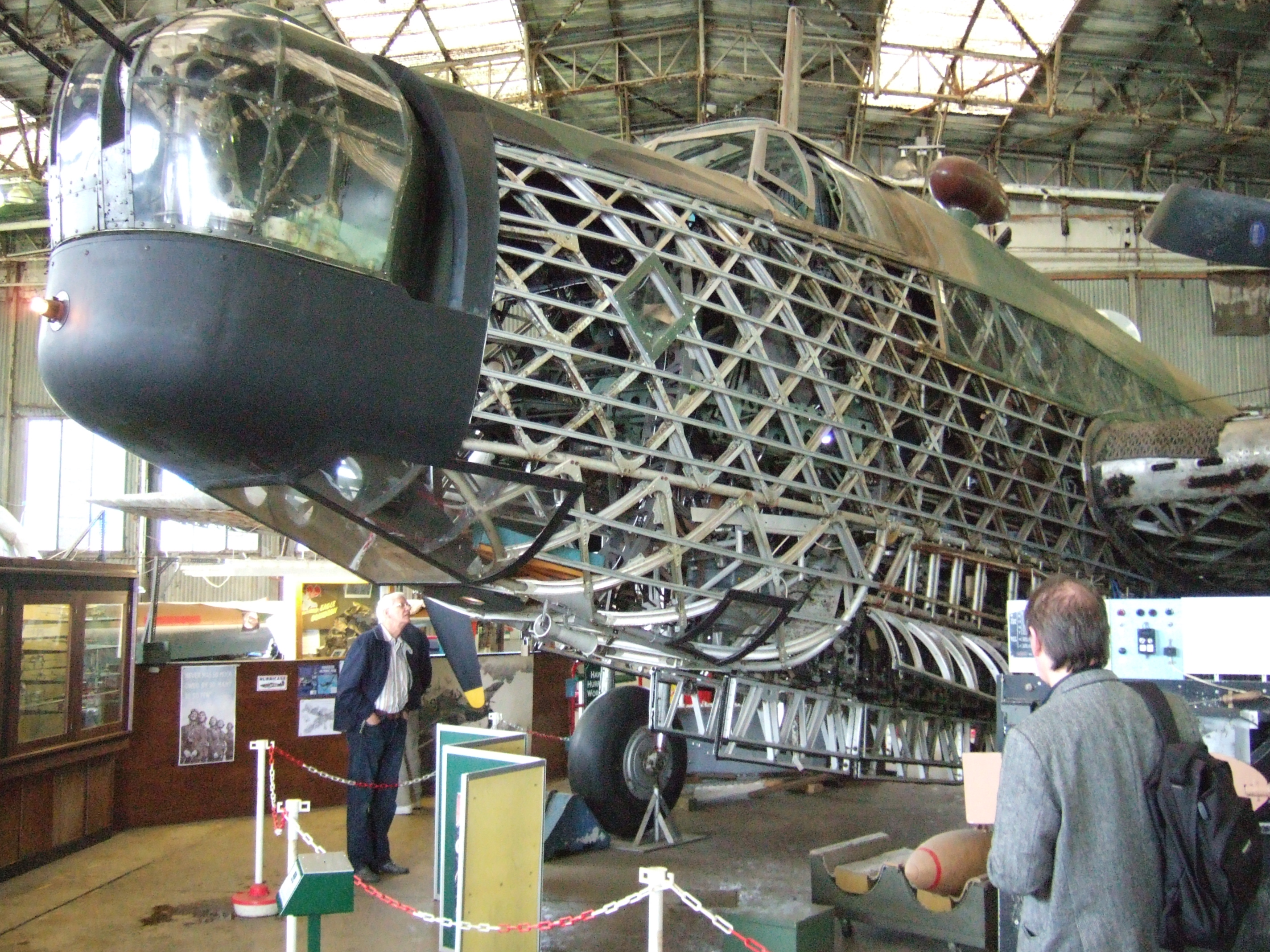
Il Vickers Wellington Mk 1A (matricola N2980) esposto al Brooklands Museum (nei pressi di Weybridge) mette in mostra la struttura geodetica della cellula.

La principale caratteristica del Wellington era la sua struttura geodetica; sviluppata da Barnes Wallis (ingegnere bellico, inventore tra l'altro delle bombe rimbalzanti) nella costruzione di dirigibili, era già stata impiegata nel bombardiere leggero Vickers Wellesley.
Con la struttura geodetica, la fusoliera e l'ala del velivolo sono interamente composte da elementi in duralluminio collegati fra loro secondo linee geodetiche: ne risulta che l'intreccio di questi elementi costituisce contemporaneamente sia la forma che la struttura portante del velivolo.
Allo scheletro così realizzato, nel Wellington veniva poi incollato un rivestimento in tela ricoperto con lacca a base di nitrocellulosa.
I vantaggi ottenuti consistevano nella leggerezza della struttura, nella disponibilità di spazio determinata dalla presenza di parti completamente cave (in particolare le ali) e nella capacità di sopportare i danni dei proiettili. Per contro si registrava la necessità di una revisione sostanziale della struttura per realizzare qualsiasi tipo di modifica alla cellula.

#### Motore
Il Wellington ebbe diverse motorizzazioni, soprattutto in previsione della notevole quantità di propulsori di cui necessitava all'epoca l'industria aeronautica britannica.
I più utilizzati furono i radiali Bristol Hercules, installati sulle versioni costruite nel maggior numero di esemplari (Mk IC e Mk X); il motore a V maggiormente impiegato fu invece il Rolls-Royce Merlin, già diffuso su molti altri velivoli.

#### Armamento

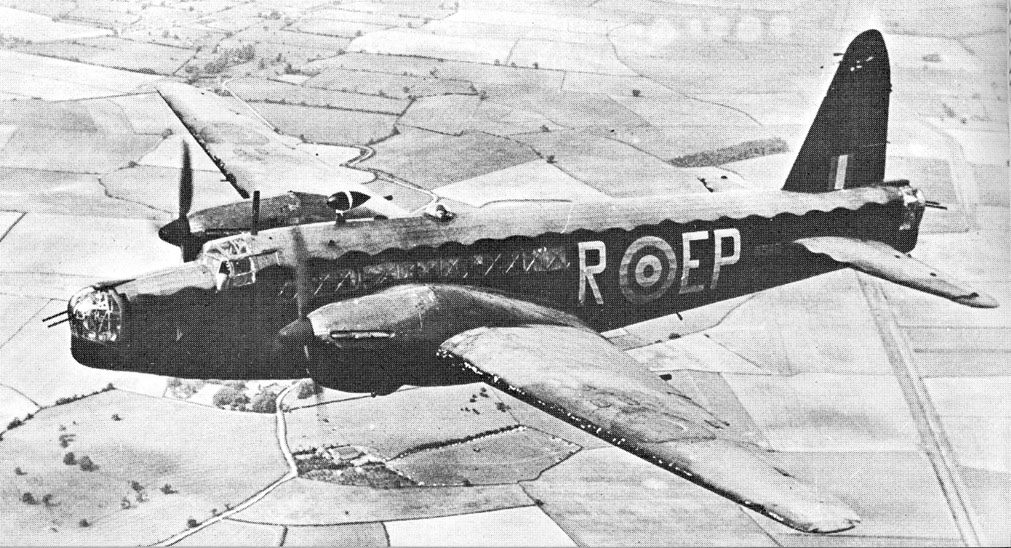
Un Wellington della versione Mk II con motori Merlin.

Il carico offensivo trasportabile (che rimase invariato nel corso della vita operativa del Wellington) consisteva in 4 500 lb di bombe (2 041 kg). Nella versione GR Mk XII, la struttura del velivolo fu predisposta per accogliere due siluri da 457 mm.
L'armamento difensivo era costituito, nelle prime versioni, da 6 mitragliatrici da 7,7 mm disposte in tre torrette (prodiera, caudale, ventrale). Le torrette potevano essere Vickers o Nash & Thomson (a seconda del costruttore) ed inizialmente si optò per le prime per le postazioni alle estremità della fusoliera. All'atto pratico le torrette Vickers si rivelarono scarsamente funzionali e furono soppiantate dalle Nash & Thomson servoassistite.
In tempi successivi la torretta ventrale fu abbandonata e le mitragliatrici spostate in fusoliera (una per lato), mentre la postazione di coda fu dotata di quattro armi del medesimo calibro).

#### Sistemi
Il Wellington fu tra i primi velivoli britannici ad utilizzare il radar; in particolare le versioni destinate all'impiego nel Coastal Command utilizzavano apparati ASV (Air to Surface Vessel, per la ricerca di navi in superficie) nelle varianti Mk II e Mk III, il cui utilizzo era integrato (nelle missioni notturne) da quello della lampada di ricerca, nota come Leigh Light (dal nome del suo inventore, Humphrey de Verd Leigh, Wing Commander della RAF). La presenza del radar ASV Mk II era evidenziata dalla caratteristica serie di antenne disposte sul dorso della fusoliera.

### Impiego operativo

#### Nel Bomber Command

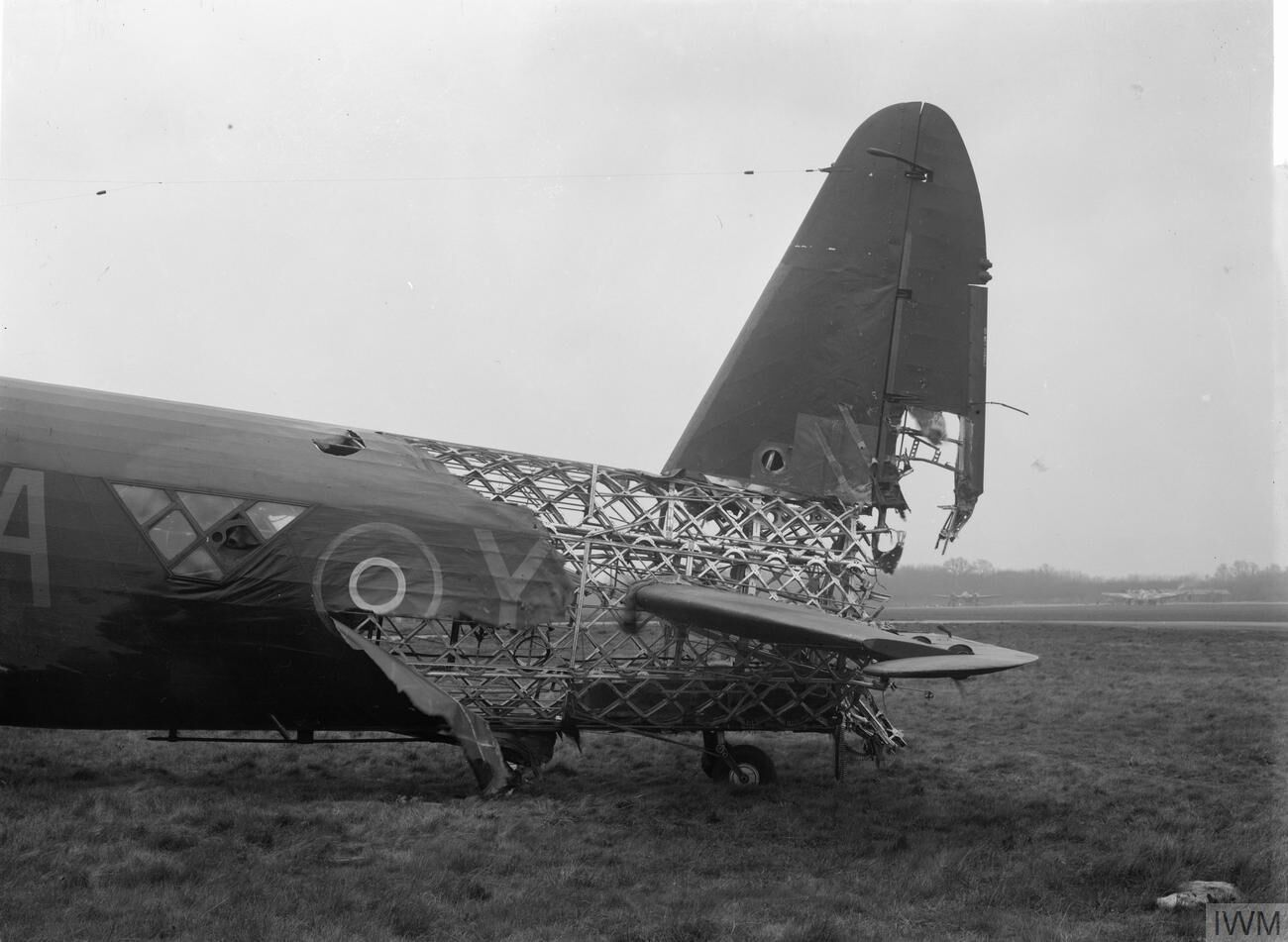
Un Wellington di ritorno da una missione di bombardamento: anche se colpito dalla contraerea che ha distrutto la torretta di coda, la robustezza della struttura geodetica ha consentito al velivolo di ritornare alla base.

La vita operativa dei Wellington ebbe inizio fin dai primi giorni di guerra: il 4 settembre 1939, insieme ad alcuni Bristol Blenheim, effettuarono la prima missione di bombardamento contro unità della Kriegsmarine alla fonda nei pressi di Brunsbüttel (all'imbocco del Canale di Kiel). Avversata dalle condizioni meteorologiche e dalla difesa contraerea, la missione non portò risultati significativi e due Wellington furono abbattuti.
Per i tre mesi successivi i Wellington effettuarono una lunga serie di missioni di bombardamento diurne, ultima delle quali fu quella del 18 dicembre: 24 Wellington (9th, 37th e 149th Squadron) bombardarono Wilhelmshaven e la vicina rada di Schillig (nel comune di Wangerland). Identificati dal radar lungo il percorso di avvicinamento, i bombardieri vennero intercettati dai caccia nemici (Messerschmitt Bf 109 e Bf 110): attaccati dal basso (zona non sufficientemente protetta dalla postazione ventrale di due mitragliatrici), dieci Wellington furono abbattuti ed altri tre gravemente danneggiati.
Da questo momento i Wellington furono destinati alle missioni notturne, facendosi valere per affidabilità e robustezza. Fu da uno di questi bimotori che venne sganciata per la prima volta la bomba dirompente da 4 000 lb (1 800 kg) ad alta concentrazione di amatolo (definita all'epoca "Blockbuster", "spiana-isolati", per le sue capacità distruttive).
Degno di essere ricordato è l'impiego di circa 600 Wellington nel raid avvenuto la notte del 30 maggio 1942 nei cieli di Colonia, primo della serie di incursioni dei mille bombardieri (The thousand bomber raid, nome in codice Operation Millennium).
L'impiego dei Wellington avvenne su tutti i fronti e con i reparti di molte delle forze alleate, comprese le forze aeree di Francia, Polonia e Cecoslovacchia ricostituite in appositi reparti della RAF. Nel 1946, durante la guerra civile greca, i Wellington vennero utilizzati dalla RAF durante il suo coinvolgimento nel conflitto e successivamente dati in consegna all'aeronautica militare greca.
Con il passare del tempo il Wellington venne affiancato e poi sostituito dai nuovi bombardieri pesanti (quadrimotore) che entravano in servizio nel Bomber Command (i vari Avro 683 Lancaster, Handley Page Halifax, Boeing B-17 Flying Fortress e Consolidated B-24 Liberator), ma rimase operativo fino alla fine del conflitto: infatti, se nel Sud-est asiatico la sua carriera ebbe termine nel corso del 1944, il teatro europeo lo vide impegnato fino agli ultimi giorni di guerra, tanto che l'ultima missione con il Bomber Command venne compiuta il 13 marzo del 1945 con il bombardamento di Treviso (ad opera del 40th Squadron).

#### Nel Coastal Command
Come già visto, fin dall'inizio del conflitto i Wellingon vennero impiegati in teatri prevalentemente marittimi oppure vennero destinati a compiti del tutto particolari.
Nel 1940, con la trasformazione di un esemplare di Mk I da bombardamento, venne studiato un sistema che potesse far esplodere le mine magnetiche disseminate dal nemico. Denominato DWI Mk I (sigla che, in modo del tutto ingannevole, avrebbe dovuto significare Directional Wireless Installation, in pratica una sorta di installazione radiogoniometrica) il velivolo era equipaggiato con un cerchio in duralluminio collegato ad un potente generatore, una soluzione simile all'anello Mausi di produzione tedesca. Il campo magnetico così realizzato veniva utilizzato per far detonare le mine mediante passaggi a bassa quota nelle zone potenzialmente minate. Il numero di velivoli trasformati in questo modo fu irrilevante, ma il sistema venne utilizzato fino a guerra avanzata. Più o meno contemporaneamente altri esemplari di Wellington modificati furono, al contrario, impiegati nella realizzazione di campi minati nei mari dell'Europa settentrionale.
Come detto, la prima versione espressamente destinata al Coastal Command fu la GR Mk VIII, il cui primo esemplare venne consegnato (al 172th Squadron di base a Chivenor, nelle vicinanze di Barnstaple) nell'aprile del 1942. Proprio uno di questi velivoli realizzò il primo attacco con l'impiego della Leigh light: la notte tra il 3 ed il 4 giugno 1942 venne preso di mira un sommergibile tedesco in emersione. Tuttavia per registrare il primo affondamento durante una missione di questo tipo si dovette attendere ancora un mese.

## Versioni
- Vickers Type 271: designazione del prototipo (primo volo il 15 giugno 1936).
- Wellington Mk I:

- Type 285: esemplare di preserie, equipaggiato con motori Bristol Pegasus X (primo volo 23 dicembre 1937);
- Type 290: prima versione di serie, costruita in 183 unità equipaggiate con motori Pegasus XVIII, torrette Vickers e dotata di postazione ventrale retrattile;

- Wellington Mk IA

- Type 408: versione prodotta in 187 esemplari; adottava torrette Nash & Thompson e manteneva la postazione ventrale retrattile;

- Wellington Mk IC:

- Type 416: ne furono costruiti complessivamente 2 685 esemplari e risultò la seconda versione per numero di unità. La torretta ventrale venne eliminata e le due mitragliatrici furono spostate sul lato della fusoliera. Fu la prima versione equipaggiata con strumentazione per l'atterraggio strumentale (per il funzionamento con il sistema noto come Lorenz beam);
- Type 423: designazione assegnata ai Mk IC modificati per trasportare una bomba da 1 814 kg (4 000 lb);

- Wellington Mk II:

- Type 298: prototipo, dotato di motori Rolls-Royce Merlin X (primo volo 3 marzo 1939);

- Wellington B Mk II:

- Type 406: versione equipaggiata con i motori 12 cilindri a V Merlin; ne furono prodotti 400 esemplari;

- Wellington Mk III:

- Type 299: tre prototipi, dotati di motori Bristol Hercules (due con motori della serie HE1.SM ed uno della serie III);

- Wellington B Mk III:

- Type 417: versione di serie equipaggiata con motori Hercules XI; ne furono costruiti 1 517. La torretta caudale passò da 2 a 4 mitragliatrici;

- Wellington Mk IV:

- Type 410: prototipo, motorizzato con una coppia di Pratt & Whitney Twin Wasp;

- Wellington B Mk IV:

- Type 424: versione di serie con i Twin Wasp; ne furono costruiti 220 esemplari;

- Wellington Mk V:

- Type 407: prototipo, studiato per l'impiego in alta quota; motorizzato con Bristol Hercules VIII. Nessun seguito di serie;
- Type 421: prototipo, per alta quota; monatva motori Bristol Hercules III. In ragione dello scarso rendimento dei motori alle alte quote, il progetto venne abbandonato in favore della versione Mk VI;

- Wellington Mk VI:

- Type 432: prototipo della nuova serie. Vennero provate varie versioni del motore Rolls-Royce Merlin; (secondo altre fonti il Type 432 risulta essere un prototipo di caccia bimotore che non ebbe sviluppo produttivo).

- Wellington B Mk VI:

- Type 442: prodotta in 63 esemplari. Montavano motori Merlin ed erano equipaggiati con sistema di puntamento Sperry. Destinati all'impiego in alta quota, avevano la cabina pressurizzata;

- Wellington GR Mk VIII:

- Type 429: versione destinata alla ricognizione marittima; prodotta in 397 unità, era equipaggiata con motori Bristol Pegasus XVIII. Alcuni modelli presentavano la predisposizione per l'impiego di armi antinave ed altri potevano impiegare siluri. Su 58 velivoli venne installato un proiettore Leigh light per la ricerca notturna dei sommergibili;

- Wellington B Mk X:

- Type 440: versione da bombardamento; fu prodotta in 3 803 unità risultando la versione più numerosa. Montava motori Bristol Hercules VI/XVI.

- Wellington GR Mk XI:

- Type 458: versione da ricognizione marittima; dotata di radar ASV Mk III e motori Bristol Hercules VI/XVI e costruita in 180 unità;

- Wellington GR Mk XII:

- Type 455: da ricognizione marittima; prodotta in 58 esemplari, dotati di Leigh light, radar ASV Mk III e motori Bristol Hercules VI/XVI; montava il radar all'estrema prua, sacrificando così la postazione per le mitragliatrici.

- Wellington GR Mk XIII:

- Type 466: il radar di ricerca era del tipo ASV Mk II montato in fusoliera, per cui manteneva la torretta frontale per le mitragliatrici; armato con siluri, aveva motori Bristol Hercules XVII;

- Wellington GR Mk XIV:

- Type 467: in sostanza era identico alla versione XII, ma con i motori Bristol Hercules XVII. Trovò largo impiego durante lo sbarco in Normandia.

### Trasformazioni
- Wellington C Mk XV: versione da trasporto, ottenuta modificando esemplari della versione da bombardamento Mk IA; poteva trasportare fino a 18 soldati. La modifica di questi velivoli, risalente al dopoguerra, sarebbe da ricondurre alla carenza di adeguati progetti per velivoli da trasporto.
- Wellington C Mk XVI: modifica, analoga alla precedente, riguardante esemplari della serie Mk IC.
- Wellington T Mk XVII (Type 487): esemplari, secondo alcune fonti della serie Mk X, trasformati in addestratori; equipaggiati con motori Bristol Hercules XVII e radar da intercettazione identico a quello del Mosquito.
- Wellington T Mk XVIII (Type 490): versione da addestramento, dotata di motori Bristol Hercules XVI; 80 esemplari furono costruiti ex novo, altri furono ottenuti modificando velivoli delle serie X o XI.
- Wellington T Mk XIX: ulteriore modifica di velivoli della serie X, nel ruolo di addestratori per compiti di navigatore/bombardiere.
- Wellington T.10 (Type 619): si tratta di una serie di velivoli trasformati nel dopoguerra e venduti alla Francia ed alla Grecia.

### Varianti sperimentali
- Type 416: modifica del prototipo del Mk II, cui venne installato un cannone Vickers da 40 mm in postazione dorsale; venne dotato anche di impennaggio a doppia deriva.
- Type 418: identificato come Wellington DWI Mk I, era dotato di equipaggiamenti destinati a far detonare le mine magnetiche nemiche (analogamente a quanto realizzato dalla Luftwaffe con il Minensprengring).
- Type 419: denominato Wellington DWI Mk II, aveva finalità identiche al precedente ma modifiche di dettaglio negli equipaggiamenti di bordo.
- Type 435: velivolo da bombardamento, designato Wellington IC, destinato alla valutazione del sistema Turbinlite (potente faro di ricerca sperimentato anche sul Douglas Havoc e sul Mosquito).
- Type 437: un prototipo da trasporto ottenuto modificando un Mk IA, con motori Bristol Hercules XVI. Identificato come Wellington IX.
- Type 439: modello di Mk II, modificato con l'installazione di un cannone Vickers da 40 mm all'estrema prua.
- Type 443: esemplare della serie Mk V, modificato per le prove in volo del motore Bristol Hercules VIII.
- Type 445: velivolo della serie Mk II utilizzato per la sperimentazione di un turbogetto Whittle W2B/23 (noto anche come Power Jets W.2), installato in coda.
- Type 449: due velivoli da bombardamento cui venne attribuita la designazione Mk VIG; versione che non ebbe seguiti produttivi.
- Type 454: prototipo della versione Mk IX dotato di radar antinave ASV Mk II ed equipaggiato con motori Bristol Hercules VI/XVI;
- Type 459: ulteriore prototipo di Mk IX con radar ASV Mk III.
- Type 470: velivolo impiegato nei test con turbogetto in coda; in questo caso il motore era il Whittle W2B.
- Type 478: esemplare di Mk X impiegato per la sperimentazione di motori Bristol Hercules 100.
- Type 486: nuova versione di prova per il turbogetto in posizione caudale; oggetto delle prove era il motore Whittle nella versione W2/700.
- Type 602: ancora un esemplare di Mk X; in questo caso servì come banco di prova per i motori turboelica Rolls-Royce Dart.

I dati relativi alle versioni sono tratti da "Enciclopedia l'Aviazione" e "www.historyofwar.org".

## Utilizzatori
Australia
- Royal Australian Air Force

 Canada
- Royal Canadian Air Force

 Cecoslovacchia

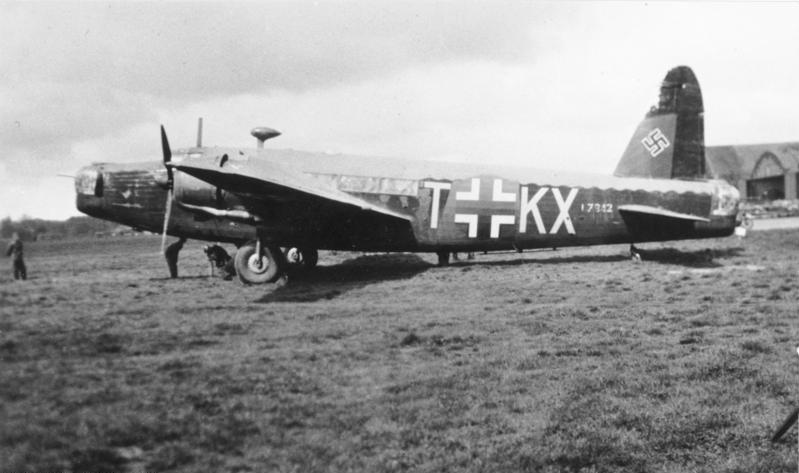
Vickers Wellington Mk.I C con insegne tedesche, 1939.

- Aeronautica militare cecoslovacca in esilio nel Regno Unito, inquadrata nella Royal Air Force

 Francia libera
- Forces aériennes françaises libres in esilio nel Regno Unito, inquadrate nella Royal Air Force

 Francia
- Aviation navale (nel dopoguerra)

 Germania
- Luftwaffe (prede di guerra)

 Regno Unito
- Royal Air Force
- Fleet Air Arm

 Grecia
- Polemikí Aeroporía

 Nuova Zelanda
- Royal New Zealand Air Force

 Polonia
- Polskie Siły Powietrzne in esilio nel Regno Unito, inquadrata nella Royal Air Force

 Sudafrica
- Suid-Afrikaanse Lugmag

## Modellismo
- (EN) Mike Whye, Trumpeter 1/48 Vickers Wellington Mk.IC FL, su Internet Modeler, http://www.internetmodeler.com. URL consultato il 20 maggio 2010.